# Mike Love Not War
Mike Love Not War es un álbum inédito del cantante estadounidense Mike Love, conocido por ser miembro fundador de The Beach Boys. El título puede leerse como un juego de palabras del famoso eslogan "make love not war" (español: Haz el amor, no la guerra). Existen un álbum pirata del mismo nombre editado por Spark Productions (SP108) pero con conciertos de The Beach Boys de Michigan State University de octubre de 1966, Suecia de noviembre de 1964, y Sídney en enero de 1964.
A finales de 2017 se editaron las canciones de este álbum en el álbum doble Unleash the Love.
"Pisces Brother" esta dedicada a George Harrison.

## Lista de canciones
1. Unleash The Love (Love)
2. Cool Head, Warm Heart (Love)
3. Anything For You (Love)
4. i) Happy Birthday (Thank You) (Lennon/McCartney)
5. ii) Pisces Brother (Love)
6. Everyone’s In Love With You (Love)
7. 10.000 Years (Love)
8. Glow Crescent Glow (Love)
9. Too Cruel (Love) featuring Christian Love
10. Brian’s Back (Love)
11. I Don’t Wanna Know (Love) featuring Christian Love
12. Love Foundation (Love)
13. Daybreak (Love)
14. Only One World (Love)